# Mojave-Ziesel
Der Mojave-Ziesel (Xerospermophilus mohavensis, Syn.: Spermophilus mohavensis) ist eine Hörnchenart aus der Gattung Xerospermophilus. Er lebt ausschließlich in der nordwestlichen Mojave-Wüste und dem Owens Valley im südlichen Kalifornien.

## Merkmale
Der Mojave-Ziesel erreicht eine Kopf-Rumpf-Länge von etwa 21,0 bis 23,0 Zentimetern bei einem Gewicht von 70 bis 300 Gramm. Der Schwanz wird etwa 57 bis 72 Millimeter lang und ist damit deutlich kürzer als der restliche Körper. Ein Sexualdimorphismus kommt nicht vor, die Weibchen und Männchen unterscheiden sich weder in Größe noch in Färbung. Die Rückenfärbung der Tiere ist einfarbig hellbraun bis graubraun ohne eine Musterung oder Punktierung. Im Bereich des Kopfes haben sie häufig eine zimtfarbene Einwaschung. Die Bauchseite ist weiß bis cremeweiß, die Füße blass sandfarben bis zimtfarben. Der Schwanz ist breit und sehr kurz. Die Oberseite des Schwanzes ist rötlich-braun, die Unterseite weiß bis cremeweiß, und der gesamte Schwanz ist weißlich gefrostet.
Innerhalb des gesamten Verbreitungsgebietes kommt neben dem Mojave-Ziesel nur der Weißschwanz-Antilopenziesel (Ammospermophilus leucurus) vor, der sich jedoch aufgrund der auffälligen Streifenfärbung deutlich vom Mojave-Ziesel unterscheidet. Angrenzend und in schmalen Bereichen überlappend ist das Verbreitungsgebiet des nahe verwandten Rundschwanzziesels (Xerospermophilus tereticaudus). Das Hauptunterscheidungsmerkmal gegenüber diesem ist der kürzere und breitere Schwanz mit der weißen Unterseite, die beim Rundschwanzziesel sandbraun ist. Zudem sind die Klauen kürzer und stumpfer und die Wangen sind bräunlich statt weißlich. Ebenfalls überlappend ist das Verbreitungsgebiet des Kalifornischen Ziesels (Otospermophilus beecheyi), der jedoch deutlich größer als der Mojave-Ziesel und der Rundschwanzziesel ist und ein geflecktes Fell aufweist.

## Verbreitung

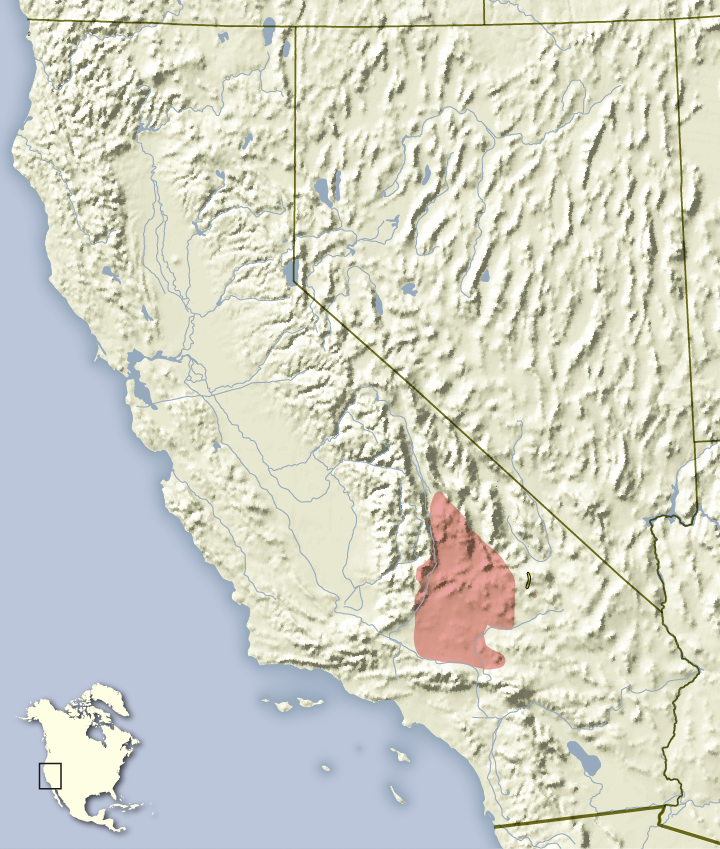
Verbreitungsgebiet des Mojave-Ziesels

Der Mojave-Ziesel ist endemisch im südlichen Kalifornien in der nordwestlichen Mojave-Wüste und dem Owens Valley. Er kommt in diesem etwas kühleren Bereich der Wüste fleckenhaft vor, abhängig von der verfügbaren Vegetation und dem Klima. Die einzelnen Verbreitungsgebiete liegen im südwestlichen Inyo County, dem östlichen Kern County, dem äußersten nordöstlichen Teil des Los Angeles County und dem nordwestlichen San Bernardino County, von Olancha im Inyo County bis Victorville im San Bernardino County sowie von den Tehachapi Mountains im Kern County bis zu den Granite Mountains im San Bernardino County. Die südliche Verbreitungsgrenze stellt der Mojave River dar, historisch kam die Art jedoch auch östlich des Flusses im Lucerne Valley vor. Die Höhenverbreitung reicht von 610 bis 1800 Metern Höhe.

## Lebensweise
Der Mojave-Ziesel ist tagaktiv und lebt in trockenen Wüstengebieten mit ausreichender Vegetation auf sandigen bis kiesig-krümeligen Böden. Bestände von Kreosotbüschen (Larrea tridentata) und den entsprechenden vergesellschafteten Pflanzen werden bevorzugt genutzt. Sie sind omnivor und die Nahrung besteht vor allem aus Vegetationsteilen wie Blättern, Blüten und Sprossen sowie verfügbaren Samen von Gräsern, Kräutern, Büschen, Kakteen und Yuccas. Hinzu kommen vergleichsweise große Mengen an Insekten und anderer tierlicher Nahrung. Die Nahrung wird in den Backentaschen gesammelt und in der Regel auf einem etwas prominenter aufragenden Stein als Beobachtungsposten gefressen.
Die Tiere leben wie andere Erdhörnchen am Boden und in unterirdischen Bauen. Diese befinden sich in der Regel am Rand der Reviere in einem Abstand von bis zu 250 Meter von deren Zentrum und einzelne Tiere bewohnen mehrere Baue, die sie als Verstecke, zur Jungenaufzucht und zur Überwinterung nutzen. Abends werden die Übernachtungsbaue verschlossen, um das Eindringen von Fressfeinden zu verhindern. Die Aktivität der Tiere reicht vom Frühjahr, in der Regel Februar oder März, bis zum Sommer im August. Vom August bis zum Frühjahr überwintern die Tiere in ihren Bauen und leben in dieser Zeit von ihren Fettreserven. Die Männchen erwachen in der Regel etwa zwei Wochen vor den Weibchen und verlassen ihre Baue. Danach beginnen sie damit, Reviere festzulegen. Abseits der Paarungszeit sind die Tiere Einzelgänger und sie verteidigen ihre Reviere, indem sie Eindringlinge aggressiv verjagen. Dabei sind die Reviere der männlichen Tiere deutlich größer als die der weiblichen, im Mittel nutzen Männchen 6,74 ha und Weibchen 0,73 ha.
Die Paarungszeit beginnt direkt nach dem Erwachen der Weibchen in den Bauen im Februar bis März. Nach einer Tragzeit von 29 bis 30 Tagen gebären die Weibchen im späten März bis April einen Wurf von vier bis neun Jungtieren. In Jahren mit sehr starker Trockenheit werden keine Nachkommen geboren, dabei können die Tiere regional auch vollständig verschwinden. Nachdem die Jungtiere das Nest verlassen, suchen sie sich eigene Reviere und können sich dabei bis zu mehr als sechs Kilometer vom Brutbau entfernen. Die durchschnittliche Entfernung liegt bei den Männchen bei 1,5, bei den Weibchen bei 0,5 Kilometer Abstand vom Brutbau.
Die wichtigsten Fressfeinde für den Mojave-Ziegel stellen Greifvögel, Schlangen, Silberdachse (Taxidea taxus), Kojoten (Canis latrans) und Rotluchse (Lynx rufus) dar. Die Tiere sind wenig scheu gegenüber Menschen und bei Bedrohung fliehen sie in der Regel nicht, sondern drücken sich auf den Boden und vertrauen auf ihre Tarnung. Ihre Alarmrufe bestehen aus einem lauten und hohen rauen Piepsen.

## Systematik
Der Mojave-Ziesel wird als eigenständige Art innerhalb der Gattung der Xerospermophilus eingeordnet, die aus vier Arten besteht. Die Art wurde lange als Teil der Ziesel und darin innerhalb der Untergattung Xerospermophilus eingeordnet, nach einer umfassenden molekularbiologischen Untersuchung wurde diese jedoch als eigenständige Gattung gemeinsam mit mehreren weiteren Gattungen betrachtet. Die wissenschaftliche Erstbeschreibung stammt von dem amerikanischen Zoologen Clinton Hart Merriam aus dem Jahr 1889. Er beschrieb die Art als Spermophilus mohavensis anhand von neun Individuen aus der Region am Mojave River, später wurde dies auf Rabbit Springs östlich der Stadt Hesperia im San Bernardino County eingeengt.
Der Mojave-Ziesel ist nahe verwandt mit dem Rundschwanzziesel, wobei sich die Verbreitungsgebiete in einem schmalen Streifen überlappen. In dieser Zone kommt es in den Bereichen Helendale und am Coyote Dry Lake zu Hybridisierungen zwischen den beiden Arten. In einer phylogenetischen Untersuchung mit einem Fokus auf die Verwandtschaft des Perote-Ziesels (Xerospermophilus perotensis) wurden der Mojave-Ziesel und der Rundschwanzziesel als Schwesterarten identifiziert und den beiden anderen Arten der Gattung Xerospermophilus gegenübergestellt. Innerhalb der Art werden neben der Nominatform keine Unterarten unterschieden.

## Status, Bedrohung und Schutz
Der Mojave-Ziesel wird von der International Union for Conservation of Nature and Natural Resources (IUCN) als gefährdet (vulnerable) eingeordnet, es liegen jedoch keine konkreten Bestandszahlen vor. Begründet wird dies durch das begrenzte Verbreitungsgebiet mit einer Fläche von weniger als 20.000 km2 sowie die starke Fragmentierung durch menschliche Ansiedlungen und Straßen und die qualitative Verschlechterung der Lebensräume für die Hörnchen.
Die Populationen unterliegen zudem starken Schwankungen, teilweise als Folge von extremer Trockenheit, die die Tiere in einigen Jahren von der Fortpflanzung abhält. Regional können in diesem Fall Populationen regional komplett verschwinden und eine Neukolonisierung dieser Regionen findet dann in den Folgejahren von den benachbarten Gebieten kommend statt. Vor allem aus diesem Grund ist eine weite Verbreitung der Nachkommen notwendig.

## Belege
1. 1 2 3 4 5 6 7 8 9 10 11 12 13  Richard W. Thorington Jr., John L. Koprowski, Michael A. Steele: Squirrels of the World. Johns Hopkins University Press, Baltimore MD 2012, ISBN 978-1-4214-0469-1, S. 292–293.
2. 1 2 3  Troy L. Best: Spermophilus mohavensis. Mammalian Species 509, 1995; S. 1–7. (Volltext)
3. 1 2 3 4 5 6  Xerospermophilus mohavensis in der Roten Liste gefährdeter Arten der IUCN 2015.4. Eingestellt von: D.J. Hafner & NatureServe (G. Hammerson, D.F. Williams), 2008. Abgerufen am 19. April 2016.
4. ↑  Matthew D. Herron, Todd A. Castoe, Christopher L. Parkinson: Sciurid phylogeny and the paraphyly of holarctic ground squirrels (Spermophilus). Molecular Phylogenetics and Evolution 31, 2004; S. 1015–1030. (Volltext (Memento des Originals vom 17. April 2015 im Internet Archive)  Info: Der Archivlink wurde automatisch eingesetzt und noch nicht geprüft. Bitte prüfe Original- und Archivlink gemäß Anleitung und entferne dann diesen Hinweis., PMID 15120398)
5. ↑  Kristofer M. Helgen, F. Russell Cole, Lauren E. Helgen, Don E. Wilson: Generic Revision in the holarctic ground squirrels genus Spermophilus. Journal of Mammalogy 90 (2), 2009; S. 270–305. doi:10.1644/07-MAMM-A-309.1
6. ↑  Clinton Hart Merriam: Description of a new spermophile from Southern California. North American Fauna 2, 1889; S. 15–16. . (Volltext)
7. 1 2 3  Spermophilus (Xerospermophilus) mohavensis In: Don E. Wilson, DeeAnn M. Reeder (Hrsg.): Mammal Species of the World. A taxonomic and geographic Reference. 2 Bände. 3. Auflage. Johns Hopkins University Press, Baltimore MD 2005, ISBN 0-8018-8221-4.
8. 1 2  Jesús A. Fernández: Phylogenetics and biogeography of the microendemic rodent Xerospermophilus perotensis (Perote ground squirrel) in the Oriental Basin of Mexico. Journal of Mammalogy 93 (6), 2012; S. 1431–1439. doi:10.1644/11-MAMM-A-409.1